# Teuabecz Ali
Teuabecz Ali (zm. 1860) - żona cesarza Teodora II.
Była wnuczką cesarzowej Menen. Towarzyszyła oddziałom wysłanym przez swoją babkę w celu pokonania Kassy Hajlu. Wojska te natknęły się jednak przypadkiem na ekspedycyjną armię egipską, wysłaną przez Muhammada Alego (wrzesień 1846), w starciu z którą poniosły porażkę. Teuabecz została przeznaczona do haremu Mussy Paszy. Realizacji tego planu zapobiegł Kassa, który, uderzywszy na Egipcjan, uwolnił przetrzymywaną przez nich księżniczkę. Odesłana do Gonderu Teuabecz była brana przez tego polityka pod uwagę jako przyszłe, potencjalne ogniwo łączące go więzami rodzinnymi z domem cesarskim. Usiłował, bezskutecznie, uzyskać zgodę na poślubienie jej podczas wyprawy na Gonder. Kilka miesięcy później został jej mężem (uwięził też Menen i panującego cesarza).
Teuabecz, według przekazów źródłowych, bardzo kochała swego męża. Odgrywała też istotną rolę polityczną, jako jeden z najbliższych współpracowników Kassy. Zmarła po krótkiej chorobie. Po jej śmierci ogłoszono trwającą wiele dni żałobę.